# Рождественское (сельское поселение, Тульская область)
Муниципальное образование Рожде́ственское — бывшее (до 2014 г.) муниципальное образование в Ленинском районе Тульской области.
Административный центр — посёлокРождественский.
Законом Тульской области от 11 июня 2014 года № 2133-ЗТО 24 июня 2014 года были объединены все муниципальные образования Ленинского района — рабочие посёлки Ленинский и Плеханово, муниципальные образования Рождественское, Медвенское, Шатское, Ильинское, Иншинское, Фёдоровское, Хрущёвское и Обидимское — с муниципальным образованием город Тула.

## Население
| 2010 | 2012  | 2013  | 2014  |
| ---- | ----- | ----- | ----- |
| 6514 | ↘6452 | ↘6329 | ↘6222 |

## Состав сельского поселения
| №  | Населённый пункт | Тип населённого пункта          | Население |
| -- | ---------------- | ------------------------------- | --------- |
| 1  | Акульшино        | деревня                         |           |
| 2  | Архангельское    | село                            |           |
| 3  | Белое Поле       | деревня                         |           |
| 4  | Бушово           | село                            |           |
| 5  | Волоть           | деревня                         |           |
| 6  | Восточный        | посёлок                         |           |
| 7  | Гнездино         | деревня                         |           |
| 8  | Долматовка       | деревня                         |           |
| 9  | Журавлевка       | деревня                         |           |
| 10 | Ивановка         | деревня                         |           |
| 11 | Ионино           | село                            |           |
| 12 | Кудрино          | деревня                         |           |
| 13 | Курлутовка       | деревня                         |           |
| 14 | Липки            | деревня                         |           |
| 15 | Малахово         | деревня                         |           |
| 16 | Некрасово        | деревня                         |           |
| 17 | Октябрьский      | посёлок                         |           |
| 18 | Первомайский     | посёлок                         |           |
| 19 | Погромное        | деревня                         |           |
| 20 | Ревякино         | посёлок                         |           |
| 21 | Рождественка     | деревня                         |           |
| 22 | Рождественский   | посёлок, административный центр |           |
| 23 | Самылинка        | деревня                         |           |
| 24 | Севрюково        | деревня                         |           |
| 25 | Семеновка        | деревня                         |           |
| 26 | Скобелево        | деревня                         |           |
| 27 | Скорнево         | деревня                         |           |
| 28 | Слободка         | село                            |           |
| 29 | Тесницкая        | посёлок станции                 |           |
| 30 | Тесницкий        | посёлок                         |           |
| 31 | Ульяновка        | деревня                         |           |
| 32 | Федоровка        | деревня                         |           |
| 33 | Форино           | деревня                         |           |
| 34 | Хомяково         | деревня                         |           |